# ندابیله
ندابیله (به چکی: Nedabyle) یک منطقهٔ مسکونی در جمهوری چک است که در شهرستان چسکه بودیوویتسه واقع شده‌است. ندابیله ۲٫۳۷ کیلومتر مربع مساحت و ۳۰۵ نفر جمعیت دارد و ۴۷۰ متر بالاتر از سطح دریا واقع شده‌است.